# Mika'ela Fisher

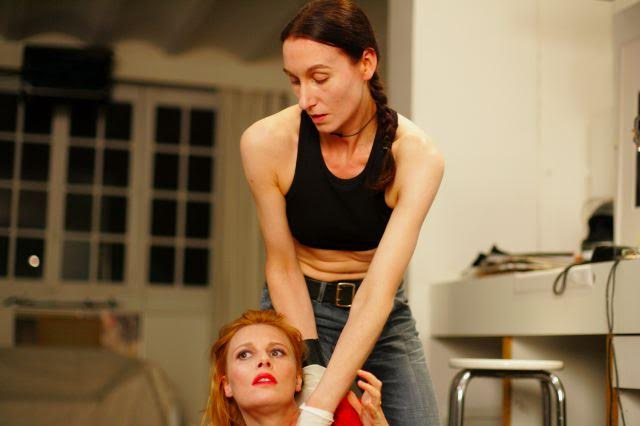
Mika'Ela Fisher i Berätta inte för någon.

Mika'ela Fisher (även Mika Ela Fisher, Mikaela Fisher ) är en tysk skådespelare och fotomodell.
Fisher arbetade under flera år som modell för klädmärke Martin Margiela, John Galliano,  Hermès och andra.
Hon fick erkännande som skådespelare för sin roll i filmen Berätta inte för någon (Ne le dis à personne).

## Filmografi
- 2006 – Berätta inte för någon
- 2006 – Everyone Is Beautiful John Galliano Show
- 2008 – Lisa

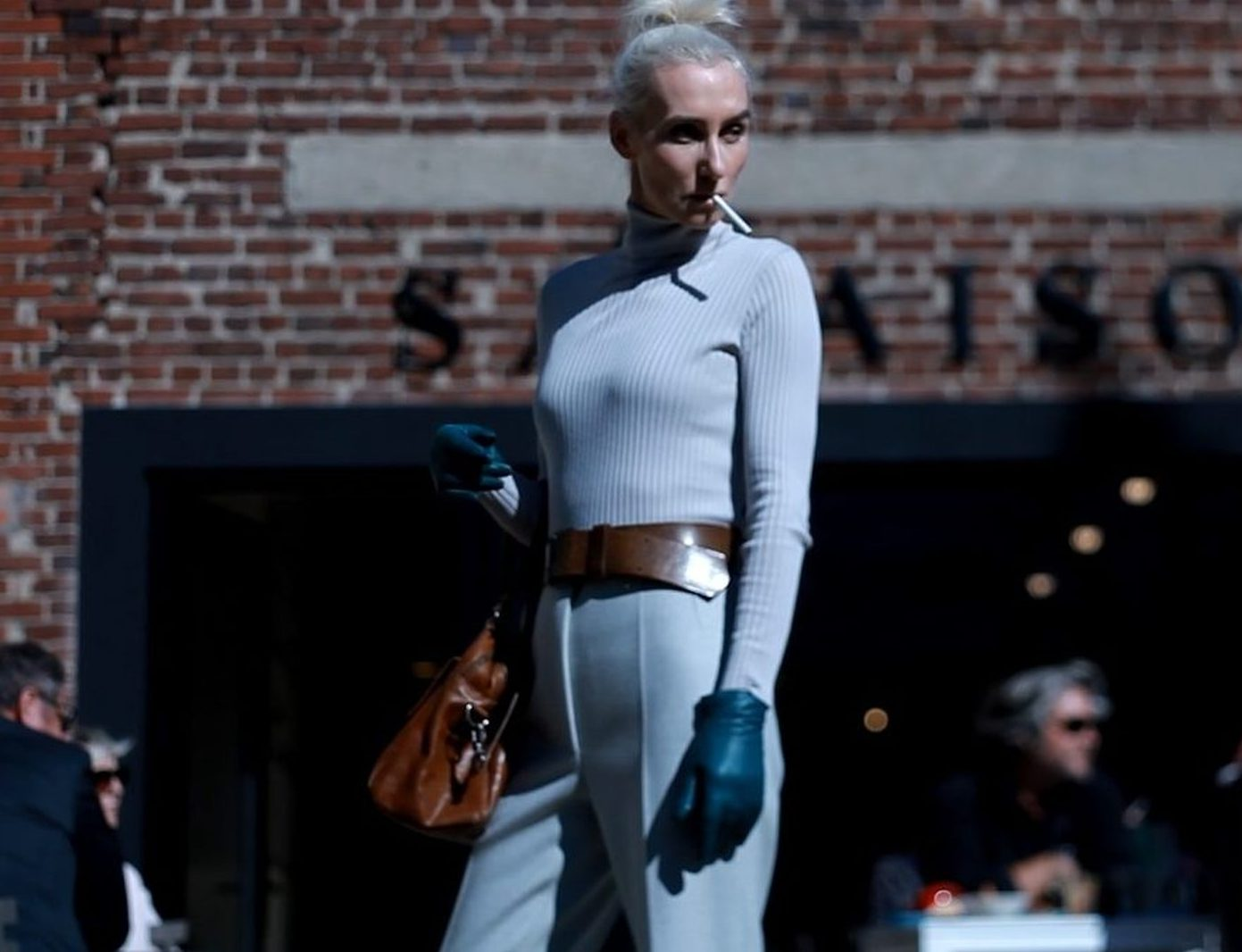
Mika'Ela Fisher i L'architecte textile.

- 2008 – Pour elle / Anything for her
- 2009 – The Lost Door
- 2011 – Boro in the Box
- 2011 – Out of Fashion:Maison Martin Margiela
- 2012 – The naked leading the blind
- 2013 – Colt 45
- 2013 – Die Tapferen Haende im Chaos der Zeit
- 2014 – Victory's Short
- 2014 – Entre deux mondes
- 2015 – Männin
- 2017 – L'architecte textile